# Agave cerulata
Agave cerulata ist eine Pflanzenart aus der Gattung der Agaven (Agave). Ein englischer Trivialname ist „Century Plant“.

## Beschreibung
Agave cerulata formt kleinen Rosetten die reichlich Ableger bilden. Sie erreichen Wuchshöhen bis 50 cm. Die variablen, schlanken, selten quergebänderten, gelb bis hellgrün gefärbten, langen zugespitzten, lanzettenförmigen Blätter sind 25 bis 50 cm lang und 4 bis 8 cm breit. Die manchmal welligen, Blattränder sind flexibel gezahnt. Der nadelige hell- bis dunkelgraue Enddorn ist 3 bis 6 cm lang.
Der rispige Blütenstand wird 2 bis 3,5 m hoch. Die Knospen sind weiß und wachsartig. Die hellgelben Blüten sind 45 bis 60 mm lang und erscheinen am oberen Teil des Blütenstandes an kleinen, unregelmäßig angeordneten Verzweigungen. Die Blütenröhre ist breit trichterig.
Die länglichen dreikammerigen Kapselfrüchte sind 30 bis 50 mm lang und 12 bis 13 mm breit.
Die schwarzen, unregelmäßig geformten Samen sind bis 5 mm lang und bis 3 mm breit.

## Systematik und Verbreitung
Agave cerulata wächst in Mexiko im Bundesstaat Baja California bis in 900 m Höhe. Sie ist vergesellschaftet mit Sukkulenten- und Kakteenarten.
Die Erstbeschreibung durch William Trelease ist 1912 veröffentlicht worden.
Es werden folgende Unterarten unterschieden:
- Agave cerulata subsp. cerulata
- Agave cerulata subsp. dentiens
- Agave cerulata subsp. nelsonii
- Agave cerulata subsp. subcerulata

Agave cerulata ist ein Vertreter der Gruppe Deserticolae. Charakteristisch sind die schlanken, gelb bis hellgrün gefärbten, langen zugespitzten, lanzettenförmigen Blätter. Sie ist nahe verwandt mit der weiter nördlich vorkommenden Agave deserti, jedoch sind Unterschiede in Form, Blatt- und Blütenstruktur erkennbar. Agave cerulata wird im Arizona-Sonora Desert Museum in Tucson kultiviert. Sie kann bei trockenem Stand kurze Frostperioden bis minus 10 °C überstehen.